# Sirgu
Sirgu (Duits: Sirgo) is een plaats in de Estlandse gemeente Luunja, provincie Tartumaa. De plaats heeft de status van dorp (Estisch: küla) en telt 132 inwoners (2021).
Sirgu ligt aan de rivier Emajõgi.

## Geschiedenis
In 1627 wordt melding gemaakt van een zekere Zircko Hannss, een boer op het landgoed van Luunja. In 1721 is er sprake van een dorp Sirgo Külla. In 1977 werd het buurdorp Kalda bij Sirgu gevoegd.